# زياد الخطيب
زياد الخطيب، لاعب كرة قدم قطري من أصول فلسطينية.
مثل أندية العربي والخور و الجيش والوكرة و أم صلال ومعيذر و لوسيل .

## روابط خارجية
- زياد الخطيب على موقع Soccerway.com (الإنجليزية)